# Calandreta
Calandretas (okzitanisch: kleine Lerche) sind französische Privatschulen, an denen die okzitanische Sprache neben dem Französischen Unterrichtssprache ist. Daneben existiert an einigen staatlichen Schulen zweisprachiger Unterricht.
Entsprechungen zu den okzitanischen Calandretas gibt es auch in anderen Teilen Frankreichs, z. B. mit den brittophonen Diwan-Schulen der Bretagne.

## Geschichte
Die erste Calandreta-Schule wurde in Pau 1980 gegründet. 1989 gibt es schon 10 Schulen. 1993 beginnt eine Professionalisierung: Der Dachverband wird entwickelt.
Heutzutage gibt es 65 Grundschulen und 3 Weiterführende Schulen.

## Gliederung der Calandretas
Die Calandretas sind eine recht lose Organisation. Es vereint sie das Bildungsprinzip und die Sprache. Die Schulen organisieren sich größtenteils selbst, und das Schulpersonal garantiert die Umsetzung der Prinzipien der Calandretakonfederation. Die Schulen genießen hohe Autonomie.

## Schulprogramm
Die Calandretas gehören zu der Strömung der laizistischen Privatschulen die in Minderheitensprache unterrichten. Unterrichtet wird nach der Methode der Immersion. Das heißt, die Kinder kommen ab dem Kindergartenalter mit dem Okzitanischen in Berührung. Das Französische wird Stück für Stück eingeführt und bis zur zweiten Klasse nicht im Unterricht behandelt. Der Unterricht erfolgt auf Okzitanisch, sodass die Sprache nicht nur eine gelernte Sprache darstellt, sondern auch Unterrichtssprache ist. Dies unterscheidet dieses Schulsystem von anderen, wo das Okzitanische nur eine erlernte Fremdsprache ist und mit anderen Fächern kaum in Berührung kommt. Das System geht davon aus, dass die Schüler von Beginn an ihre ganze Schulzeit in einer Calandreta verbringen.
Unterrichtet wird jeweils der Lokaldialekt des Okzitanischen.
Es ist möglich, die ganze Schullaufbahn im Calandreta-System zu durchlaufen und das Baccalauréat zu absolvieren.

## Aktivismus
Die Calandretas sehen sich als Kern der okzitanischen Kulturbewegung. Sie beteiligen sich am kulturellen Leben und haben eine pro-regionale Haltung. Die Calandretas sind auf Kulturfeste angewiesen, welche ihnen Publicity und Spenden bringen.